# Béchir Mardassi
Béchir Mardassi (* 18. Dezember 1929 in Tunis; † nach 1962) war ein tunesischer Radrennfahrer und nationaler Meister im Radsport.

## Sportliche Laufbahn
Mardassi (in einer Quelle auch Béchir Merdassi) war Teilnehmer der Olympischen Sommerspiele 1960 in Rom. Im olympischen Straßenrennen schied er beim Sieg von Wiktor Kapitonow aus. Im Mannschaftszeitfahren kam der tunesische Vierer in der Besetzung Mohamed Touati, Bechir Mardassi, Ali Ben Ali und Mohamed El-Kemissi auf den 27. Rang.
1953 wurde er Sieger der heimischen Tunesien-Rundfahrt, 1961 kam er auf den 22. Platz und war damit bester Tunesier.
1962 startete er in der Internationalen Friedensfahrt, schied jedoch vorzeitig aus dem Rennen aus.